# 小行星5962
小行星5962（5962 Shikokutenkyo）是一颗围绕太阳公转的小行星。1990年4月18日，關勉在藝西天文台发现了此天体。
該小行星以四國天文協會命名。
这颗小行星的绝对星等为322.9981159236548等。